# Терлецький Віктор Володимирович
Віктор Володимирович Терлецький (* 11 серпня, 1936 с. Лопаткове, Тульська область, Росія — 15 липня 2023)  — український письменник, публіцист, краєзнавець, просвітянин, член НСПУ (2001), член НСКУ (2016).

## Життєпис

### Родина
Батько, Володимир Васильович Терлецький, виходець із Чернігівщини. У повоєнне життя мешкав у Тульській області. На початку 50-х, родина вирішує перебратися до України. Їде спочатку до Харківщини, а потім у Глухів, де у Віктора Володимировича пройшло дитинство.

### Навчання
Глухівську школу закінчив у 1953. Отримав вищу освіту в Київському педагогічному інституті ім. М. Горького (1957).

### Робота
Вчителював на Київщині. Із 1960 р. оселився в Шостці. Працював вчителем фізики і математики, заступником директора шкіл з навчально-виховної роботи, директором професійно-технічних училищ № 10 та № 19, заступником директора школи № 12. Живе у м. Шостка Сумської області. Був членом Товариства "Знання", Товариства охорони пам’яток історії та культури України. Очолює Шосткинську організацію всеукраїнського товариства «Просвіта» ім. Т. Г. Шевченка.

### Краєзнавчо-дослідницька діяльність
У 1965 захопився краєзнавством і літературознавством. Коло зацікавлень  — історія, персоналії рідного краю, творча спадщина Т. Г. Шевченка, П. Куліша, дослідження життя та діяльності К. Д. Ушинського, а також літературно-історичної пам'ятки — «Слова о полку Ігоревім». В. Терлецький на основі архівних знахідок, глибокого вивчення писемних, мало вивчених джерел встановив: К. Д. Ушинський був походженням українцем, коріння його роду лежало в Охтирському і Лебединському повітах Українсько-Слобідської губернії, розкрив його родинні зв'язки з П. Кулішем. За ініціативи В. Терлецького було відновлено музей педагога в с. Богданка, у приміщенні колишньої школи ім. К. Д. Ушинського.
Надрукував сотні публікацій: в альманахах (альманах літераторів Сумщини «Слобожанщина»), збірниках, журналах і газетах: «Київ», «Полярная звезда», «Урал», «Литературная Грузия», «Книжник», «Початкова школа», «Народна творчість та етнографія», «Архіви України», «Пам'ятники України», «Сіверянський літопис» та інші. 33 статті В. Терлецького увійшли до енциклопедичного довідника «Сумщина в іменах» (2003).

## Нагороди
- Лауреат Премії Канадського товаристав приятелів України «За відмінну педагогічну працю» (1988)
- Премія ім. І. Огієнка (2006)
- Міжнародна літературно-художня премія ім. П. Куліша (2013)
- Медаль Г. Ващенка
- Медаль К. Д. Ушинського

## Книги
- 1995  — «З берегів Шостки»
- 1997  — «Дослідник з Воронежа»
- 1998  — «Костянтин Ушинський і Сумщина»
- 2001 — «Роде наш красний. Ушинські крізь призму століть»
- 2002  — «Слово про Кобзаря»
- 2004  — «Михайло Максимович: Сіверянські сторінки його життєпису»
- 2006 — «Кохані славетних»
- 2006  — «Розіллюсь по ріднім краю…»
- 2008  — «Пантелеймон Куліш  — біограф Гоголя»
- 2010 — «Православний Вороніж»
- 2010  — «Сіверянське коло К. Д. Ушинського»
- 2012 — «1812-й (в житті, спогадах і працях сіверян)»
- 2013 — «Лицарі Балкан (Сіверяни в боротьбі за визволення Болгарії в 1877—1878 роках)»
- 2016 — «Добро найкращеє на світі»
- 2016 — «Пантелеймон Куліш як художник»
- 2016 — «Таємниці Новгород-Сіверщини»
- 2018 — «Природа у житті Ушинських»
- 2019 — «Доповнюємо сторінки життєпису Пантелеймона Куліша»